# Strona zawietrzna
Strona zawietrzna – strona, na którą wiatr nie wieje bezpośrednio. Burtą zawietrzną jednostki pływającej nazywa się stronę przeciwną do tej, z której wieje wiatr. Zawietrzna strona góry lub wyspy to strona osłonięta od wiatru.
W praktyce morskiej do zawietrznej burty statku zbliżają się wszelkie{?} inne jednostki, które starają się o nawiązanie bezpośredniej łączności (lub osobistego kontaktu) z załogą. Takimi jednostkami mogą być statki zaopatrzeniowe, pilotówki, holowniki i inne, jak na przykład statki idące z pomocą{?} w przypadku awarii.